# Kapten Corellis mandolin
Kapten Corellis mandolin (originaltitel: Captain Corelli's Mandolin) är en amerikansk-brittisk-fransk romantisk dramafilm från 2001 i regi av John Madden. Filmen är baserad på en roman av Louis de Bernières. 

## Handling
Filmen utspelar sig på den grekiska ön Kefalonia under andra världskriget. Denna lilla ö blir ockuperad av tyskar och italienare, bl.a. kapten Corelli. Han blir kär i en av flickorna på ön, Pelagia, vars fästman är ute i kriget. Mot sin vilja blir även hon kär i kaptenen.

## Rollista (i urval)
- Nicolas Cage - kapten Corelli
- Penélope Cruz - Pelagia
- John Hurt - Dr. Iannis
- Christian Bale - Mandras
- David Morrisey - Weber
- Irene Papas - Drosoula
- Patrick Malahide - överste Barge
- Panagiotis Thanassoulis - galen person